# Častrov
Častrov är en ort i Tjeckien.   Den ligger i regionen Vysočina, i den centrala delen av landet, 100 km sydost om huvudstaden Prag. Častrov ligger 607 meter över havet och antalet invånare är 531.
Terrängen runt Častrov är platt.Runt Častrov är det ganska tätbefolkat, med 54 invånare per kvadratkilometer. Närmaste större samhälle är Pelhřimov, 14,1 km norr om Častrov. Omgivningarna runt Častrov är en mosaik av jordbruksmark och naturlig växtlighet.